# ХРТ 1
ХРТ 1 је телевизијска станица у Хрватској. Део је Хрватске радио-телевизије.
Емитује се преко сателита и мреже MUX-e A. Програм је покренут 15. маја 1956. године и био је први програм у тадашњој Југославији. Програм се емитује из Зграде Хрватске радиотелевизије, са Присавља, из Загреба. На програму се емитују разне емисије, вести, теленовеле Долина сунца, Доме, слатки доме, Луда кућа и Одмори се, заслужио и разни филмови. Најстарија информативна емисија која се емитује на ХРТ-у је Дневник ХРТ-а, који је покренут још од 1. октобра 1968. године.